# Джордж Стоні
Джо́рдж Джо́нстон Сто́ні (англ. George Johnstone Stoney; нар. 15 лютого 1826 — пом. 5 липня 1911) — британський, з ірландськими коренями фізик та математик, відомий тим, що увів у науку поняття, яке згодом отримало назву «електрон», визначивши його як «фундаментальну одиницю кількості електрики».

## Біографія
Народився в англо-ірландській сім'ї. Освіту здобув у дублінському Триніті-коледжі, який закінчив зі ступенем бакалавра у 1848 році. З 1848 до 1852 року працював помічником Вільяма Парсонса у Парсонстаунській обсерваторії в замку Бірн, де знаходився найбільший телескоп того часу; паралельно Стоні продовжував вивчати фізику в Триніті-коледжі і у 1852 році захистив дисертацію на здобуття ступеня магістра. З 1852 по 1857 рік працював на посаді професора фізики у Королівському коледжі Голвей, у 1857 році перейшов на адміністративну роботу в Дублін — служив секретарем Королівського Ірландського університету; у цей період, не займаючись офіційно наукою, продовжував власні наукові дослідження. У 1883 році дістав посаду начальника державної екзаменаційної служби цивільних службовців у Ірландії та займав її до своєї відставки у 1893 році, після чого переїхав у Лондон, де й помер у своєму будинку Ноттінг-Гіллі. Тіло було кремоване, а його прах помістили у церкві Сент-Найї. Протягом декількох десятиліть (з червня 1861 року) був членом Ірландського королівського товариства, його почесним секретарем протягом 20 років, а згодом віце-президентом. Після переїзду до Лондона увійшов до ради Лондонського королівського товариства. З початку 1860-х років періодично залучався до роботи деяких комітетів Британської асоціації сприяння розвитку науки.
Стоні був одружений із своєю двоюрідною сестрою Маргарет Софією Стоні (англ. Margaret Sophia Stoney), з якою мав двох синів і трьох дочок.
Був відомий як противник ірландського самоуправління й прихильник світської освіти.

## Наукові здобутки
За своє життя Стоні опублікував 75 робіт у наукових журналах, в основному в Дубліні. Областями його наукових інтересів були спектроскопія, оптика, молекулярно-кінетична теорія газів, космічна фізика, структура атома. У 1874 році він першим сформулював теорію дискретності електрики, також першим оцінив число молекул в одному кубічному міліметрі газу за кімнатних температури й тиску; першим запропонував кількісну оцінку (із закону електролізу) мінімального електричного заряду (відповідала 10−20 кулона, тобто оцінка виявилась заниженою у 16 разів), а також першу природничу систему одиниць (довжини L, часу T й маси M), що ґрунтувалась лише на фізичних сталих (швидкості світла c, гравітаційній сталій G та мінімальному електричному заряді e), чому присвятив статтю, опубліковану у 1881 році. У 1891 році запропонував термін «електрон» для означення одиниці елементарного електричного заряду; його дослідження у цій області стали фактичною основою для безпосереднього відкриття частинки Томсоном у 1897 році.
На честь вченого названо кратер на Місяці.